# Масаи, Мозес
Мозес Ндиема Масаи — кенийский бегун на длинные дистанции. Бронзовый призёр чемпионата мира 2009 года на дистанции 10000 метров. На Олимпийских играх 2008 года занял четвёртое место на дистанции 10000 метров. Победитель 10-километрового пробега World's Best 10K 2010 года.
Мозес работает полицейским. Родной брат известной бегуньи Линет Масаи.

## Достижения
| Год  | Соревнования                   | Город    | Место | Дистанция    |
| ---- | ------------------------------ | -------- | ----- | ------------ |
| 2004 | Чемпионат мира среди юниоров   | Гроссето | 10-е  | 10000 метров |
| 2005 | Чемпионат Африки среди юниоров | Радес    | 1-е   | 5000 метров  |
| 2005 | Чемпионат Африки среди юниоров | Радес    | 1-е   | 10000 метров |
| 2007 | Всемирный финал                | Штутгарт | 3-е   | 5000 метров  |
| 2008 | Чемпионат мира по кроссу       | Эдинбург | 5-е   |              |
| 2008 | Чемпионат мира по кроссу       | Эдинбург | 1-е   | Команда      |
| 2009 | Чемпионат мира                 | Берлин   | 3-е   | 10000 метров |